# 卡尔马市镇
卡尔马市镇（瑞典語：Kalmar kommun）是瑞典东南部卡尔马省的一个市镇。其治所位于卡尔马。现时的卡尔马市镇成立于1971年。